# Cupido (canción de Tini)
«Cupido» es una canción de la cantante argentina Tini. La canción fue lanzada por Sony Music Latin, Hollywood Records y 5020 Records el 14 de febrero de 2023, como el décimo sencillo de su cuarto álbum de estudio homónimo. Fue escrita por Tini, junto a Elena Rose, Andrés Torres y Mauricio Rengifo, y fue producida por las dos primeras. La canción alcanzó el número 3 en Billboard Argentina Hot 100, y los números 69 y 32 en Billboard Global 200 y Global Excl. Estados Unidos respectivamente. La canción también alcanzó el top 50 de las canciones más escuchadas a nivel mundial en Spotify.

## Posicionamiento en listas

### Semanales
| Listas (2023)                      | Mejor posición |
| ---------------------------------- | -------------- |
| Argentina (Argentina Hot 100)      | 3              |
| Argentina Airplay (Monitor Latino) | 1              |
| Bolivia Songs (Billboard)          | 11             |
| Bolivia (Monitor Latino)           | 3              |
| Chile Songs (Billboard)            | 13             |
| Chile (Monitor Latino)             | 7              |
| Costa Rica Urbano (Monitor Latino) | 10             |
| Ecuador Urbano (Monitor Latino)    | 13             |
| Global 200 (Billboard)             | 69             |
| Mexico Pop (Monitor Latino)        | 1              |
| Panamá (PRODUCE)                   | 37             |
| Paraguay (Monitor Latino)          | 13             |
| Peru Songs (Billboard)             | 9              |
| España (Top 100 Canciones)         | 6              |
| Uruguay (Monitor Latino)           | 6              |

### Mensuales
| Listas (2023)  | Mejor posición |
| -------------- | -------------- |
| Paraguay (SPG) | 29             |